# Toren van Huércal-Overa
De Toren van Huércal-Overa is een versterkte middeleeuwse toren die vanuit de Sierra de Almagro uitkijkt op de stad Huércal-Overa in het noorden van de provincie Almería, in het Spaanse Andalusië.
De toren heeft een basis van 8,3 bij 9,1 m en een hoogte van 15 m.
Het dateert uit de 8e en 14e eeuw en maakte deel uit van het oostelijke defensiesysteem van het Koninkrijk Granada. Vanuit de drie verdiepingen tellende toren had men een goed zicht op de wegen naar Lorca en Vera. De ingang van de toren, die verdedigt werd door gevangenen, bevindt zich op 4 m hoogte en was enkel toegankelijk via een ladder, nu voor de bezoekers vervangen door een ronde stalen trap.
De toren werd recent geheel gerenoveerd als onderdeel van het plan van de stad om Huércal-Overa, vooral gekend als dienstencentrum, toeristisch aantrekkelijker te maken en werd zo meteen een van de belangrijkste trekpleisters van de stad. De stad plant in de nabije toekomst ook de resten rondom de toren af te graven en aan het publiek te tonen.

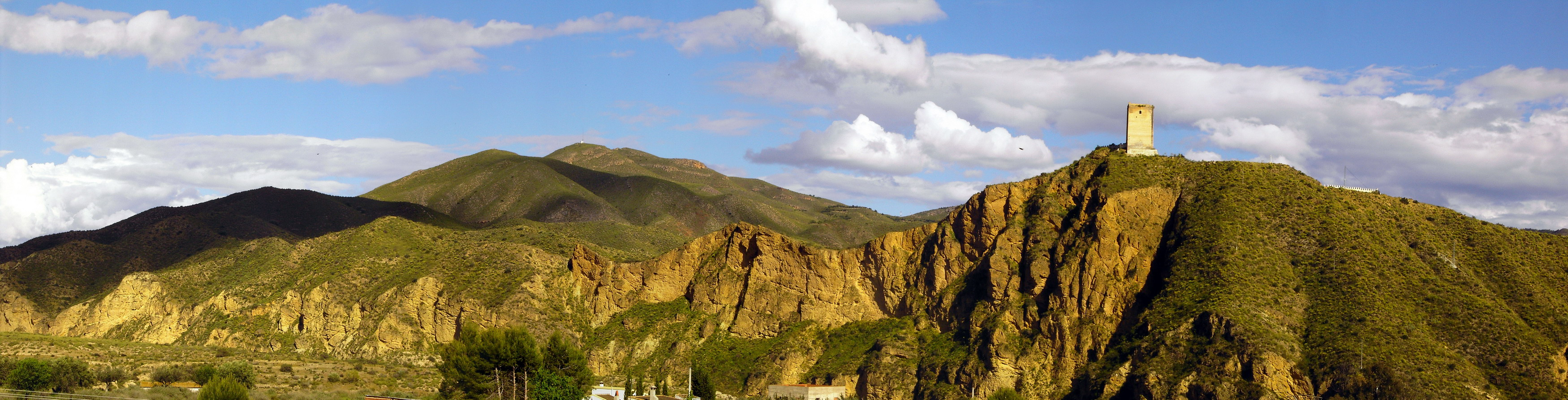
Panorama met rechts de toren